# جواكيم بيرسون
جواكيم بيرسون (بالسويدية: Joakim Persson)‏ (3 أبريل 1975 بهلسينغبورغ في السويد - ) هو لاعب كرة قدم سويدي في مركز الوسط. شارك مع منتخب السويد تحت 21 سنة لكرة القدم ومنتخب السويد لكرة القدم. أما مع النوادي، فقد لعب مع أتالانتا ونادي إيسبيرغ ونادي ستابك ونادي غوتبورغ ونادي مالمو وهانزا روستوك ونادي لاندسكرونا ‏.

## مسيرته الكروية
لعب جواكيم بيرسون خلال مسيرته الاحترافية مع 7 أندية في عشرون موسمًا وسجل خلالها 23 هدفًا ضمن 364 مباراة. ولم يفز بأي موسم بالكأس أو بالدوري.
خاض جواكيم بيرسون مسيرته مع نادي مالمو في موسم 1993 ليلعب معه أربعة مواسم، مشاركًا في 54 مباراة سجل خلالها 8 أهداف. ثم انتقل إلى نادي أتالانتا في موسم 1996–97 ولمدة موسمين، حيث شارك في 12 مباراة ولم يسجل أي هدف. لينتقل بعدها إلى نادي غوتبورغ ما بين عامي 1998 و1999 في المرة الأولى لمدة موسم واحد ثم ما بين عامي 1999 و2000 لمدة موسم واحد، مشاركًا طوالها في 38 مباراة سجل خلالها 4 أهداف. ثم انتقل إلى نادي إيسبيرغ في موسم 1999–00 في المرة الأولى لمدة موسم واحد ثم في موسم 2000–01 ولمدة موسمين، مشاركًا طوالها في 69 مباراة سجل خلالها 6 أهداف. هذا وانتقل لاحقًا إلى نادي هانزا روستوك في موسم 2002–03 واستمر معه طيلة ثلاثة مواسم، مشاركًا في 84 مباراة سجل خلالها هدفًا واحدًا. ثم انتقل بعدها إلى نادي ستابك في عامي 2005-2007 ولمدة موسمين، مشاركًا في 29 مباراة سجل خلالها هدفين. ليعود وينتقل من جديد، لكن هذه المرة إلى نادي لاندسكرونا ‏ في موسم 2007 ليلعب معه أربعة مواسم، مشاركًا في 78 مباراة سجل خلالها هدفين أيضًا.

## روابط خارجية
- جواكيم بيرسون على موقع اتحاد النرويج (النرويجية)
- جواكيم بيرسون على موقع اتحاد السويد (السويدية)
- جواكيم بيرسون على موقع قاعدة بيانات كرة القدم.إي يو (الإنجليزية)
- جواكيم بيرسون على موقع ناشيونال فوتبول تيمز (الإنجليزية)
- جواكيم بيرسون على موقع Soccerway.com (الإنجليزية)
- جواكيم بيرسون على موقع عالم كرة القدم.نت (الإنجليزية)